# Веслянка (деревня)
Веслянка — деревня в Кунгурском районе Пермского края в составе Ленского сельского поселения.

## География
Деревня находится в южной части Кунгурского района примерно в 1 километре от села Ленск на юго-восток.

## Климат
Климат умеренно-континентальный с продолжительной снежной зимой и коротким, умеренно-тёплым летом. Средняя температура июля составляет +17,8°С, января −15,6°С. Среднегодовая температура воздуха составляет +1,3°С. Средняя продолжительность периода с отрицательными температурами составляет 168 дней и продолжительность безморозного периода 113 дней. Среднее годовое количество осадков составляет 539 мм.

## История
Известна с 1651 года как деревня Весляная. В 1694 году упоминалась уже как село «Тихановское, Веслянка тож». В деревне действовала церковь Благовещения Пресвятой Богородицы (года постройки 1822—1823). В советское время лишена статуса села.

## Население
Постоянное население составляло 457 человек в 2002 году (98 % русские), 395 человек в 2010 году.